# Kh-47M2 Kinjal
Complexe 9-А-7660 Kinjal
Le Kh-47М2 Kinjal ou Kinzhal (en russe : Кинжал, signifiant « dague » ou « poignard » en français), désigné Комплекс 9-А-7660 Кинжал en russe (« Complexe 9-А-7660 Kinjal ») est un système de missile aérobalistique air-sol déclaré hypersonique, mais estimé nettement en dessous, à Mach 3,6. Il est dévoilé par le président russe Vladimir Poutine le 1er mars 2018 et présenté alors comme l'une des six nouvelles armes stratégiques russes,.

## Nom
Le Kh-47М2 Kinjal tire son nom du mot russe « kinžal », qui signifie « dague » en français.
La dénomination Kh-47М2 (ou Х-47М2 en russe) serait erronée et correspondrait à un autre programme d'armement de type air-air. La dénomination officielle serait « Комплекс 9-А-7660 Кинжал » (retranscrit « Complexe 9-А-7660 Kinjal »).

## Caractéristiques

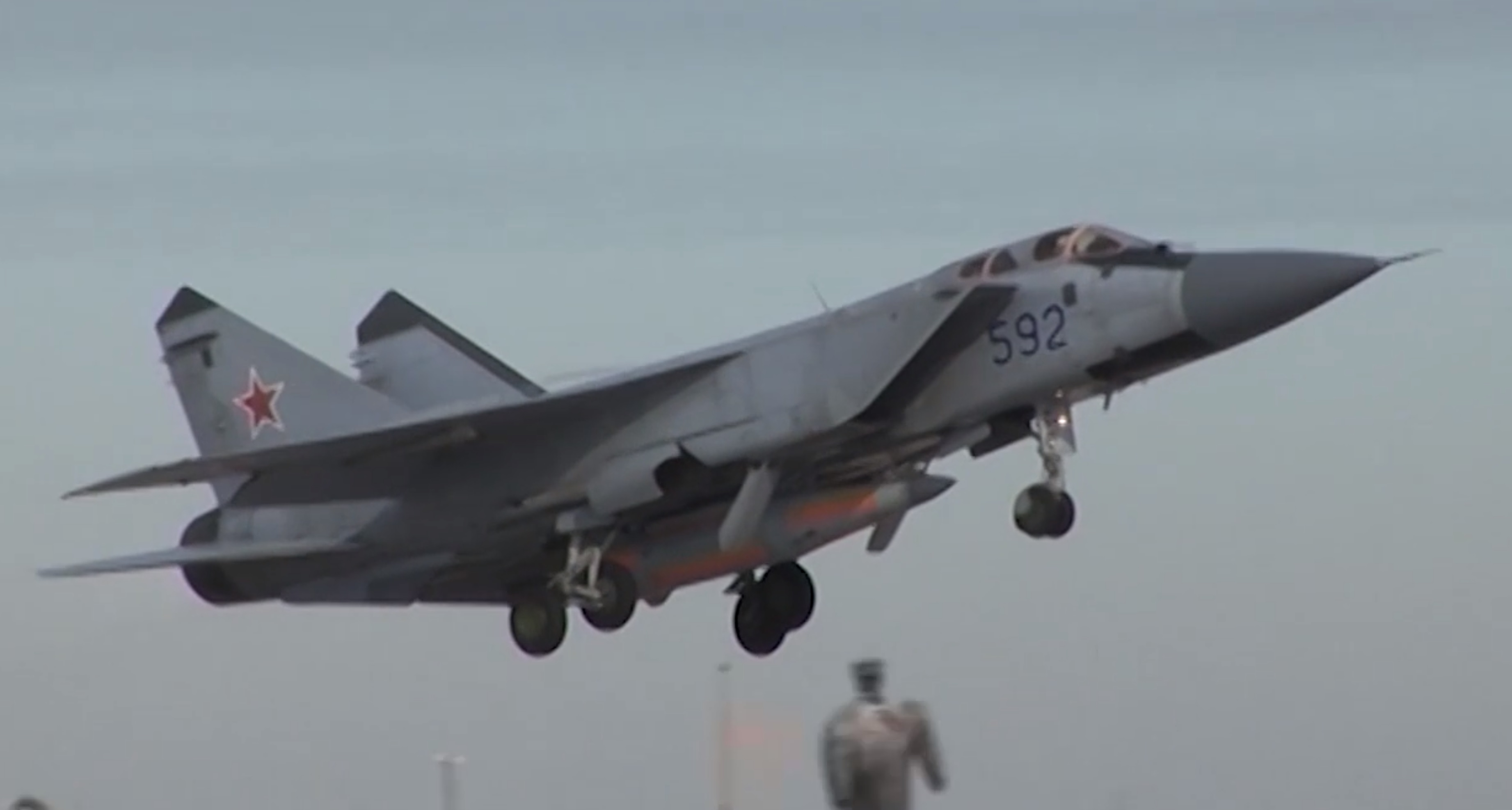
Un Mig-31 emportant un Kinjal début 2018.

Le système se compose d'un avion lanceur MiG-31K (МиГ-31К) emportant un missile 9-С-7760. Cet avion lance le missile à la vitesse initiale indispensable à son fonctionnement normal.
On suppose que le système Kh-47М2 Kinjal utilise le premier étage du missile Iskander. La longueur du missile est estimée à 7,4 m et sa masse initiale à quatre tonnes. Il est annoncé avec une portée de 2 000 km et une vitesse de croisière de Mach 10 (environ 12 000 km/h). Cependant, la défense aérienne ukrainienne, qui parvient à l'intercepter, estime sa vitesse à Mach 3,6. Il est considéré comme peu manœuvrant (plus facile à intercepter) par le Magazine des sciences et des technologies de l’Armée populaire de libération. Son ogive est conventionnelle et peut être nucléaire.

## Coût
D’après le service du renseignement britannique, le Kinjal (Kh-47M2) coûte 1,2 M$ l'unité[réf. nécessaire].

## Analyse
D'après la publication de mai 2018 du spécialiste des questions d'armement Abraham Ait, le Kinjal est remarquable surtout pour ses capacités de frappe antinavire à longue portée, qui dépassent celles de tout autre missile alors en service. Il pourrait être une menace encore plus importante pour les navires américains en Asie-Pacifique que le DF-21D chinois, dit « tueur de porte-avions ». Le Kinjal compense une charge explosive plus légère que celle du DF-21D par une meilleure précision, une plus longue portée et une vitesse d'impact hypersonique dépassant Mach 5 (vitesse contestée).

## Histoire

### Développement
Les Mig-31I (Mig-31K), emportant le missile Kh-47M2 Kinjal, sont rattachés à l'aviation à long rayon d'action (DA) depuis février 2022 et sont affectés sur la base aérienne no 3958 Savasleika (oblast de Nijni Novgorod) pour former le noyau du premier régiment de chasseurs indépendants (OIAP) à intégrer la DA, jusque-là exclusivement composée de bombardiers lourds.

### Engagements
Les premiers engagements officiels du Kh-47М2 Kinjal ont eu lieu au début de l'invasion de l'Ukraine par la Russie. Selon l'agence d'État russe RIA Novosti, le Kinjal est alors employé une première fois au combat le 18 mars 2022 pour détruire un dépôt de munitions souterrain à Deliatyne, dans l'Ouest du pays,. La Russie, par cette utilisation, obtient un effet militaire et médiatique. Le surlendemain, 20 mars 2022, la Russie affirme avoir à nouveau utilisé le Kh-47М2 Kinjal (tiré depuis l'espace aérien de Crimée) pour une autre cible en Ukraine, en l'occurrence un important dépôt de carburants situé dans la région de Mykolaïv (dans le Sud du pays, près de la mer Noire) ; la date exacte de l'attaque n'a toutefois pas été précisée,.
Certains médias rapportent que, selon les forces armées ukrainiennes, un missile Kh-47M2 Kinjal aurait été abattu, dans la nuit du 4 au 5 mai 2023, au-dessus de l'Ukraine par une batterie de missiles Patriot,. L'information, dans un premier temps démentie, est confirmée par le ministère de la défense ukrainien,. Le 9 mai 2023, le Pentagone confirme à son tour que le missile hypersonique Kh-47 lancé depuis le territoire russe le 4 mai a bien été abattu par un système de défense Patriot récemment fourni à l'Ukraine. Ce missile aurait eu pour objectif de détruire le système Patriot installé dans la capitale ukrainienne qui l'a finalement intercepté. Le matin du 16 mai 2023, six Kh-47М2 visant Kiev auraient été détruits. Le système de défense Patriot a subi des dégâts mineurs lors de cette attaque mais reste opérationnel. Le 14 décembre, l'armée ukrainienne annonce avoir abattu au moins un des 3 missiles Kinjal qui se dirigeaient vers Kiev et l'ouest de l'Ukraine[réf. nécessaire]. Ces tirs se sont produits pendant la conférence de presse annuelle de Vladimir Poutine. Le 2 janvier 2024, l'armée ukrainienne affirme avoir abattu, à l'aide de batteries Patriot, la totalité des 10 missiles Kinjal tirés par la Russie dans la journée, à l'occasion d'une vaste attaque de drones et de missiles russes. Quelques jours plus tard, le 13 janvier 2024, l'armée ukrainienne affirme que la Russie aurait tiré 6 missiles Kinjal dans la journée, dont la moitié n'aurait pas atteint leur cible.
| Date              | Missiles tirés | Abattus | Notes |
| ----------------- | -------------- | ------- | --- |
| 26 janvier 2023   | 2              | 0       | |
| 9 mars 2023       | 6              | 0       | |
| 4 mai 2023        | 1              | 1       | Premier missile Kh-47M2 Kinjal intercepté par une batterie Patriot. |
| 16 mai 2023       | 6              | 6       | L'armée ukrainienne annonce avoir intercepté l'ensemble des 6 missiles Kinjal tirés au cours de la nuit, l'armée russe dément et affirme que l'un des Kinjal a détruit une batterie Patriot. Un article du Wall Street Journal paru le 11 juin revient sur l'événement, confirmant la destruction des 6 missiles,. Le dernier aurait été abattu à une distance de 9 miles de la batterie Patriot visée, soit quelques secondes avant l'impact, provoquant des dommages mineurs a priori liés à des débris - dommages réparés en deux jours,. L'article du Wall Street Journal mentionne que le logiciel des radars Patriot aurait été modifié par l'armée ukrainienne pour être en mesure de suivre et d'abattre ce type de missile hypersonique. |
| 16 juin 2023      | 6              | 6       | |
| 22 juin 2023      | 3              | 0       | |
| 26 juillet 2023   | 4              | 0       | |
| 5 août 2023       | 3              | 0       | |
| 11 août 2023      | 4              | 1       | |
| 14 août 2023      | 3              | 1       | |
| 29 décembre 2023  | 5              | 0       | |
| 2 janvier 2024    | 10             | 10      | |
| 8 janvier 2024    | 4              | 0       | |
| 13 janvier 2024   | 6              | 0       | L'armée ukrainienne déclare que 3 des 6 missiles tirés n'ont « pas atteint leur cible ». |
| 22 mars 2024      | 7              | 0       | |
| 29 mars 2024      | 3              | 0       | |
| 11 avril 2024     | 6              | 0       | |
| 27 avril 2024     | 4              | 0       | |
| 8 mai 2024        | 1              | 0       | |
| 26 mai 2024       | 2              | 0       | |
| 12 juin 2024      | 1              | 1       | |
| 14 juin 2024      | 1              | 0       | |
| 27 juin 2024      | 1              | 0       | |
| 8 juillet 2024    | 1              | 1       | |
| 26 août 2024      | 3              | 1       | |
| 27 août 2024      | 3              | 0       | |
| 4 septembre 2024  | 2              | 0       | |
| 26 septembre 2024 | 3              | 0       | |
| 27 septembre 2024 | 4              | 0       | |
| 7 octobre 2024    | 3              | 2       | |
| 17 novembre 2024  | 8              | 7       | |
| 21 novembre 2024  | 1              | 0       | |
| 13 décembre 2024  | 4              | 0       | |
| 31 décembre 2024  | 1              | 1       | |
| 27 juin 2025      | 2              | 0       | |
| 29 juin 2025      | 4              | 0       | |